# Dua
För andra betydelser, se Dua (olika betydelser).
Dua (svenska: kärlek) är en låt framförd av Aurela Gaçe. Låten är på albanska och släpptes den 19 juli 2013 på Itunes.
Låten är skriven av Gaçe själv tillsammans med låtens kompositör Adrian Hila. Till låten släpptes även en officiell musikvideo som hade ett marint tema och släpptes den 1 augusti 2013. Videon blev hennes andra för året då hon tidigare samma år släppt "Shpirt i shpirtit tim".